# Alioune Badara Cissé
Pour les articles homonymes, voir Cissé.
Alioune Badara Cissé, né le 7 février 1958 à Saint-Louis et mort le 28 août 2021 à Dakar, est un homme politique sénégalais. Membre de l'Alliance pour la République, il est ministre des Affaires étrangères et des Sénégalais de l’extérieur, numéro 2 du gouvernement, jusqu'en octobre 2012, où il est remplacé par Mankeur Ndiaye.

## Biographie
Né le 7 février 1958 à Saint-Louis, Alioune Badara Cissé a fait ses études primaires dans sa ville natale. C’est à Dakar où il continuera ses études secondaires jusqu’à l’obtention du baccalauréat  série A4 avec une mention bien en 1978. Sa passion pour la langue de Shakespeare fera de lui le Premier lauréat du Concours Général en Anglais en 1977 du lycée Seydou Nourou Tall.
Il commence des études de langues étrangères, anglais et espagnol, à l’Université Cheikh-Anta-Diop de Dakar où il obtient son DEUG en langues étrangères appliquées en 1980.
Après une licence en langues étrangères appliquées de l’Université de Saint-Étienne en France obtenue en 1981, il effectue un séjour en Écosse où il enseigne l’anglais, l’espagnol et le français à Beath High School jusqu’en 1983.
Il retourne en France, mais cette fois-ci à Toulouse où il obtient plusieurs diplômes de 1983 à 1986.  C’est ainsi qu’il décroche successivement une licence de Droit International Public à l’Université Sciences Sociales de Toulouse, une maitrise de langues étrangères appliquées à l’Université Toulouse le Mirail, un diplôme de l'Institut d'études politiques de Toulouse  (promotion 1985) ainsi que deux Diplômes supérieurs (DS) de Droit Économique du transport aérien et développement et coopération technique à l’Institut des Hautes Études Internationales et du Développement de l’Université Sciences Sociales de Toulouse .
C’est alors qu’il retourne dans son pays natal où il est admis au Barreau de Dakar en 1988 après l’obtention d’une Maitrise en Droit des Affaires. En 1992, il devient avocat à la Cour.
La même année, il est bénéficiaire de l’Hubert Humphrey Followship Program pour un séjour académique au Minnesota aux États-Unis d’Amérique. Pendant son séjour aux États-Unis, il sera  diplômé en leadership et innovation à l’Institut d’Administration Publique de l’université du Minnesota certifié en leadership et innovation et décroche son doctorat en 1999. Il devient ainsi Duris Doctor de Hamline University School of Law à  Saint-Paul  au Minnesota.
Son parcours académique peu ordinaire et sa forte personnalité de leader l’ont amené à occuper plusieurs postes de responsabilités.

## Parcours politique
De 2004 à 2007, il va être successivement Conseiller spécial du Premier ministre du Sénégal, Directeur de Cabinet du ministre des Sports, Directeur de Cabinet du Premier ministre Macky Sall, Secrétaire général du Gouvernement et Commissaire général du Gouvernement près le Conseil d’État.
Il est le premier Ministre des Affaires étrangères et des Sénégalais de l’extérieur sous l’ère Macky en mars 2012. Il n’y restera que 7 mois avant de reprendre sa robe d’avocat.
En août 2015, Macky Sall, Président de la République le nomme Médiateur de la République. Ainsi il est la 5e personnalité à occuper ce poste en remplacement de Serigne Diop.
Fervent défenseur des Droits, il s’est fixé d’être une oreille attentive pour les Sénégalais face à une Administration qu’ils pensent insensible à leurs réclamations.
Le 7 mars 2021, il lance publiquement un appel à écouter la jeunesse du Sénégal.